# Chociszewo (Lubusz)
Pour les articles homonymes, voir Chociszewo.
Chociszewo (prononciation : [xɔt͡ɕiˈʂɛvɔ]) est un village polonais de la gmina de Trzciel dans le powiat de Międzyrzecz de la voïvodie de Lubusz dans l'ouest de la Pologne.
Il se situe à environ 12 kilomètres au sud-ouest de Trzciel (siège de la gmina), 20 kilomètres au sud-est de Międzyrzecz (siège du powiat), 44 kilomètres au nord-est de Zielona Góra (siège de la diétine régionale) et 59 kilomètres au sud-est de Gorzów Wielkopolski (capitale de la voïvodie).
Le village compte approximativement une population de 427 habitants.

## Histoire
Avant 1945, ce village était sur le territoire de l'Empire allemand dans le Royaume de Prusse dans la province de Brandebourg sous le nom de Kutschkau. (voir Évolution territoriale de la Pologne)
De 1975 à 1998, le village appartenait administrativement à la voïvodie de Gorzów .

Depuis 1999, il appartient administrativement à la voïvodie de Lubusz